# Фатална Џинџер
Фатална Џинџер (енгл. Ginger Snaps) је канадски хорор филм из 2000. године, режисера Џона Фосета, са Кетрин Изабел и Емили Перкинс у главним улогама. Радња прати две сестре, Џинџер и Бриџит, којима се живот нагло преокрене када Џинџер уједе вукодлак. 
Филм је премијерно приказан на Филмском фестивалу у Торонту. Упркос великом неуспеху на благајнама, добио је одличне критике и временом стекао култни статус. Критичари на сајту Rotten Tomatoes су га оценили са вискоих 90%. Посебно су похвалили глуму две главне глумице и чудну комбинацију тинејџерског филма са црним хумором, хорором и трагедијом. Филм се нашао на 78. месту листе 100 најбољих хорор филмова, магазина Time Out. Добио је Награду Сатурн за најбоље ДВД издање.
Године 2004. добио је наставак под насловом Фатална Џинџер 2: Ослобођена и представак под насловом Повратак Фаталне Џинџер: Почетак. У оба филма Изабел и Перкинс се враћају у главне улоге.

## Радња
У малом руралном насељу у Канади, Бејли Даунсу, неко већ недељама уназад на бруталан начин убија псе. Мештани сумњају да је за то одговорна нека дивља животиња из оближње шуме.
Џинџер и Бриџит Фицџералд су две сестре тинејџерског узраста. За разлику од већине својих вршњака, њих две су фасциниране смрћу и још као мале направиле су пакт да ће, када за то дође време, умрети заједно. Једне ноћи, Фицџералдове пожеле да се освете девојци која их непрестано исмева у школи и одлучују да јој убију пса. На путу до њене куће, Џинџер изненада напада и уједе за раме чудно створење налик на вука. Сестре успевају да се спасу када створење прегази комби.
Међутим, убрзо схватају да је створење које је ујело Џинџер било вукодлак и да се она сада постепено трансформише у њега. Након што се покушај лечења сребром испостави као неуспешан, Бриџит започиње потрагу за цветом једића, за који верује да ће њену сестру вратити у нормалу. У међувремену, Џинџер се трансформише, почиње да дивља по њиховом градићу и убија људе.

## Улоге
| Глумац           | Улога                      |
| ---------------- | -------------------------- |
| Кетрин Изабел    | Џинџер Фицџералд           |
| Емили Перкинс    | Бриџит Фицџералд           |
| Крис Лемки       | Сем Милер                  |
| Мими Роџерс      | Памела Фицџералд           |
| Џеси Мос         | Џејсон Мекарди             |
| Данијела Хемптон | Трина Синклер              |
| Џон Буржоа       | Хенри Фицџералд            |
| Питер Келеган    | господин Вејн              |
| Кристофер Редман | Бен                        |
| Џими Макинис     | Тим                        |
| Линдси Лиз       | медицинска сестра Фери     |
| Венди Фулфорд    | госпођа Сајкс              |
| Џој Пол Гауди    | студент                    |
| Луси Лолес       | глас на разгласном систему |